# پاتریک دالک
پاتریک دالک (انگلیسی: Patrick Dulleck؛ زادهٔ ۱۵ فوریهٔ ۱۹۹۰) بازیکن فوتبال اهل آلمان است.
از باشگاه‌هایی که در آن بازی کرده‌است می‌توان به باشگاه فوتبال کارلسروهه اشاره کرد.